# Sainte-Verge
Sainte-Verge is een gemeente in het Franse departement Deux-Sèvres (regio Nouvelle-Aquitaine) en telt 1329 inwoners (1999). De plaats maakt deel uit van het arrondissement Bressuire.

## Geografie
De oppervlakte van Sainte-Verge bedraagt 12,8 km², de bevolkingsdichtheid is 103,8 inwoners per km².

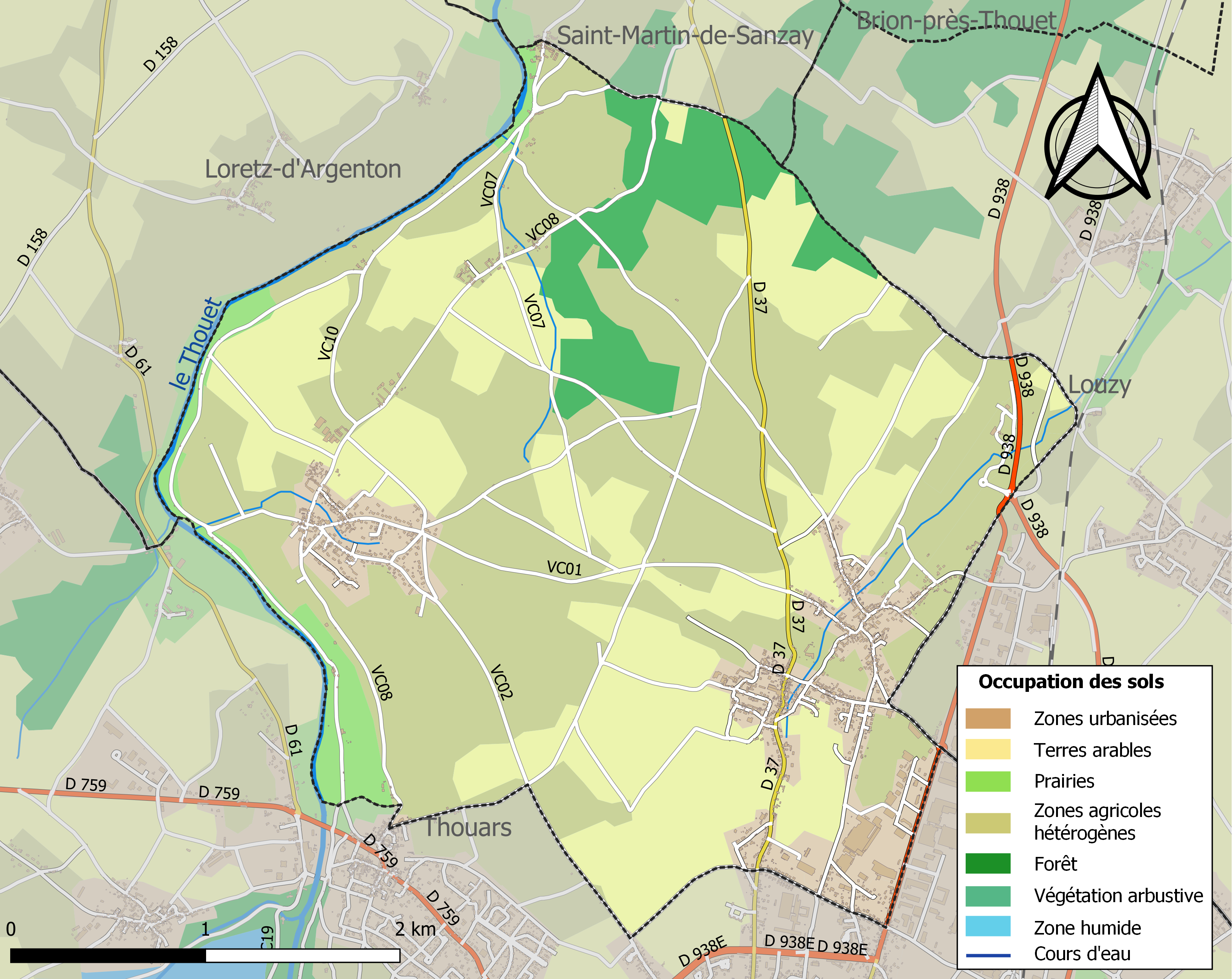
Kaart van de gemeente met de belangrijkste infrastructuur, bodemgebruik en omliggende gemeenten

## Demografie
Onderstaande figuur toont het verloop van het inwonertal (bron: INSEE-tellingen).